# شکوفه (مجموعه تلویزیونی)
شکوفه (به انگلیسی: Bloom) یک سریال تلویزیونی اینترنتی رازآلود استرالیایی است که از ۱ ژانویه ۲۰۱۹ در شبکه استن پخش می‌شود.

## داستان
یک سال پس از آن که یک ویرانگر سیل در یک شهر باعث کشته شدن پنج نفر شد، گیاه جدید با قدرت احیا و جوانسازی افراد کشف می‌شود. قدرت شکوفهٔ این گیاه، یک معجزه برای افراد محلی است، اما برخی آماده اند که به خاطر آن آدم هم بکشند…

## بازیگران
- برایان براون به عنوان ری رید.[۵] شوهر و سرپرست گوئن.
- جکی ویور به عنوان گوندولین «گوئن» رید. بازیگر بازنشسته و بیماری که به همراه همسرش ری به شهر جوانی اش بازگشت.
- فیبی تنکین به عنوان جوان گوئن
- رایان کر به عنوان جوانی تامی / سام (فصل ۱)
- دانیل هنشال[۱] به عنوان دیو «گریفو» گریفیتس (فصل ۱)
- جان استنتون به عنوان مکس مک کینون
- سام رید به عنوان جوان مکس (فصل ۱)
- توماس فیشر به عنوان آیزاک لانگلان (فصل ۱)
- ژنویو موریس به عنوان رواندا استوکس
- آن چارلستون به عنوان لوریس وب
- تری نوریس به عنوان هرب وب
- جیکوب کالینز-لوی به عنوان جوانی هرب (فصل ۱)
- اوشا کورنیش به عنوان فریدا کراپاتی
- آمالی طلایی به عنوان جوانی فریدا (فصل ۱)
- نیکی شیلز به عنوان تینا گریفیتس (فصل ۱)
- تسا رز به عنوان ویویان نورث (فصل ۱)
- راد مولینار نقش تامی برایدن
- توماس ارساتز به عنوان شین
- کیت بروکت به عنوان کارآگاه ژن (فصل ۱)
- جیمز سرچ به عنوان کارآگاه ویلکینز (فصل ۱)
- پیتر کارول به عنوان فرانک وارلی (فصل ۱)
- آنگوس مک لارن به عنوان جوانی فرانک (فصل ۱)
- روت کاترلوس به عنوان آنی
- جان دی پیترو به عنوان افسر CIB
- ماریا مرسدس به عنوان مارگوت
- جکسون هیوود به عنوان جوانی ری (فصل ۲)
- اسکات لی به عنوان اسکیتر (فصل ۲)
- ژاکلین مک کنزی به عنوان آن کارتر (فصل ۲)
- گری سوییت به عنوان دونی پیر (فصل ۲)
- بلا هیتکوت به عنوان جوانی لوریس (فصل ۲)

## تولید
شکوفه توسط Playmaker با همکاری سونی پیکچرز تلویژن تولید و توسط سونی در سطح بین‌المللی توزیع می‌شود.